# らせんの素描
『らせんの素描』（らせんのそびょう、英: Rough Sketch of a Spiral）は、1991年に製作された日本のドキュメンタリー映画。監督は日本映画学校出身の小島康史。プロデューサーは武重邦夫。

## 概要
大阪に住む男性同性愛者の世界を描く日本初のドキュメンタリー。

## キャスト
- 矢野美一
- 木屋尾隆司
- 平野広朗
- 長谷忠
- 牙子

## 上映
- 1991年 - 第4回東京国際映画祭（9月27日~10月6日）[2]
- 1991年 - 第3回アムステルダム国際ドキュメンタリー映画祭正式出品
- 1991年 - トロント国際映画祭出品
- 第15回香港国際映画祭招待作品
- 日本映画ペンクラブ推薦